# Скворчиха
Скворчи́ха (рос. Скворчиха, башк. Скворчиха) — село у складі Ішимбайського району Башкортостану, Росія. Адміністративний центр Скворчихинської сільської ради.
Населення — 459 осіб (2010; 441 в 2002).
Національний склад:
- росіяни — 70%